# Quintana (kommun)
Quintana är en kommun i Brasilien.   Den ligger i delstaten São Paulo, i den södra delen av landet, 700 km söder om huvudstaden Brasília. Antalet invånare är 6 008.
Följande samhällen finns i Quintana:
- Quintana

Trakten runt Quintana består i huvudsak av gräsmarker. Runt Quintana är det glesbefolkat, med 17 invånare per kvadratkilometer.